# 溫特維爾鎮區 (北卡羅萊納州皮特縣)
溫特維爾鎮區（英語：Winterville Township）是位於美國北卡羅萊納州皮特縣的一個鎮區。

## 地方資料
溫特維爾鎮區的面積為120.18平方千米，皆為陸地。根據2020年美國人口普查的數據，當地共有人口50743人，而人口密度為每平方千米422.22人。